# Houlle
Houlle település Franciaországban, Pas-de-Calais megyében. Lakosainak száma 1131 fő (2022. január 1.). Houlle Watten, Mentque-Nortbécourt, Moringhem, Moulle, Serques és Éperlecques községekkel határos.

## Népesség
A település népességének változása:
| Lakosok száma | 1057 | 1087 | 1119 | 1127 | 1137 | 1147 | 1163 | 1147 | 1131 |
|               | 2013 | 2015 | 2016 | 2017 | 2018 | 2019 | 2020 | 2021 | 2022 |